# Opius kostolnaensis
Opius kostolnaensis är en stekelart som beskrevs av Fischer 1984. Opius kostolnaensis ingår i släktet Opius och familjen bracksteklar. Inga underarter finns listade i Catalogue of Life.